# 193818 Polidoro
193818 Polidoro este o planetă minoră (asteroid) din centura de asteroizi. A fost descoperită pe 16 august 2001 la osservatorio astronomico della Montagna Pistoiese⁠(d) de Luciano Tesi⁠(d). 
Obiectul prezintă o orbită caracterizată de o semiaxă mare de 2,2259572265117 UAi, o excentricitate de 0,17676344853515, o înclinație de 5,5957469333152 ° în raport cu ecliptica.